# Castelândia
Castelândia là một đô thị thuộc bang Goiás, Brasil. Đô thị này có diện tích 297,428 km², dân số năm 2007 là 4451 người, mật độ 15 người/km².